# Том-Дик-энд-Харри
Том-Дик-энд-Харри (англ. Tom Dick and Harry Mountain) — вулканическая гора в округе Клакамас штата Орегон, США.
Расположена в 11,6 км к юго-западу от горы Худ и в 3,1 км к западу-юго-западу от невключённой территории Government Camp между реками Zigzag River и Still Creek (к югу от горы Зигзаг).
Названа в честь трех отдельных пиков на вершине горы, образующих кар, который является частью горнолыжного курорта Mount Hood Skibowl. Самый высокий пик имеет высоту 1545 метров. В прошлом гора носила имя Гора также называлась «Гора Тома Дика» («Tom Dick Mountain»), пока в 1969 году Совет США по географическим названиям официально не принял решение в пользу нынешнего названия, которое часто упоминается в списках необычных географических названий.
Зеркальное озеро, расположенное на северной стороне горы, является популярным местом для пеших прогулок.